# Бертиоло
Бертиоло (итал. Bertiolo) — коммуна в Италии, располагается в регионе Фриули-Венеция-Джулия, в провинции Удине.
Население составляет 2542 человека (2008 г.), плотность населения составляет 98 чел./км². Занимает площадь 26 км². Почтовый индекс — 33032. Телефонный код — 0432.
Покровителем коммуны почитается святитель Мартин Турский, празднование 11 ноября.

## Демография
Динамика населения:

## Администрация коммуны
- Официальный сайт: http://www.comune.bertiolo.ud.it